# IC 2680
IC 2680 је лентикуларна галаксија у сазвјежђу Лав која се налази на листи објеката дубоког неба у Индекс каталогу.
Деклинација објекта је + 9° 48' 24" а ректасцензија 11h 16m 25,5s. Привидна величина (магнитуда) објекта IC 2680 износи 14,4 а фотографска магнитуда 15,3. IC 2680 је још познат и под ознакама CGCG 67-47, PGC 34387.